# Tejapakar
Tejapakar – gaun wikas samiti w środkowej części Nepalu  w strefie Narajani w dystrykcie Rautahat. Według nepalskiego spisu powszechnego z 2001 roku liczył on 697 gospodarstw domowych i 4291 mieszkańców (2084 kobiet i 2207 mężczyzn).